# Christoph Haller von Hallerstein

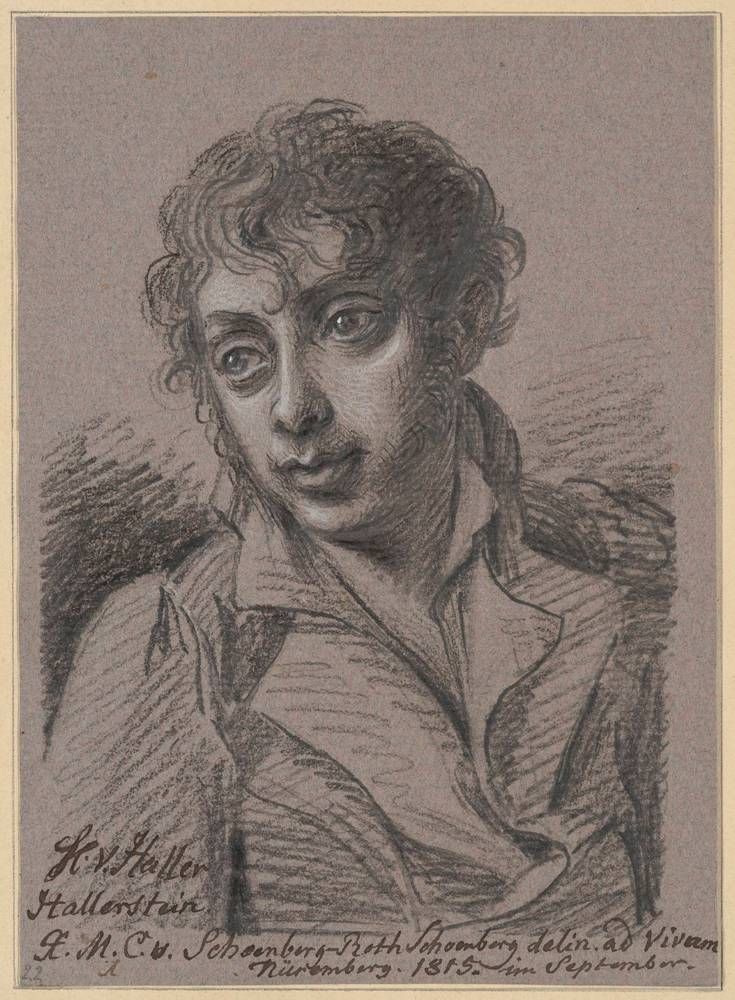
Bildnis Christoph Haller von Hallerstein, Zeichnung von Xaver Maria Cäsar von Schönberg, 1815

Christoph Jacob Wilhelm Carl Joachim Haller von Hallerstein (* 9. Juli 1771 auf Burg Hiltpoltstein b. Nürnberg; † 10. Juli 1839 in Nürnberg) war ein deutscher Zeichner, Kupferstecher, Radierer und Maler.

## Leben und Werk
Christoph Haller von Hallersteins Eltern waren der Major Karl Joachim Haller von Hallerstein und die geborene Freiin Amalie von Imhoff auf Mörlach. Er studierte auf Wunsch seines Vaters zunächst Rechtswissenschaften an der Universität Altdorf, wendete sich aber anschließend der Kunst zu. Er nahm bei Künstlern, wie Johann Eberhard Ihle, Johann Heinrich Dannecker, Johann Gotthard von Müller Unterricht. In Stuttgart hatte er auch engen Kontakt zu Viktor Peter Heideloff. In Nürnberg wurde er von Gustav Philipp Zwinger und Johann Nussbiegel beeinflusst. Nach einer Reise durch die Schweiz ging er 1799 nach Dresden, wo er zahlreiche Zeichnungen und Gemälde schuf und sich mit Anton Graff und J. Gassi anfreundete. Im Jahr 1800 zog er nach Berlin, wo er bis 1806 blieb. In dieser Zeit gab er am königlichen Hof Unterricht im Zeichnen und Radieren, u. a. auch dem Kronprinzen Friedrich Wilhelm. Neben der Darstellung von Berliner Stadtansichten verlegte er sich auf die Porträtmalerei und beteiligte sich von 1798 bis 1808 mit Zeichnungen, Aquarellen und Radierungen an den Ausstellungen der Akademie der Künste. 1812 hielt er sich mehrere Monate in Paris auf und ging dann 1813 endgültig nach Nürnberg zurück. Dort nahm er eine Stelle als Lehrer für Perspektive an der Kunstgewerbeschule an, die er bis zu seinem Tode behielt.
Haller von Hallerstein hatte neun Geschwister, darunter den Architekten Carl Haller von Hallerstein.